# Плиозавриды
Плиозавриды (лат. Pliosauridae) — семейство короткошеих плезиозавров из надсемейства плиозавроид.

## Классификация
В семейство Pliosauridae входят:
- Marmornectes — плезиозавр, живший в среднеюрском периоде около 162 млн лет назад на территории Англии.
- Hauffiosaurus — род плезиозавров живших в юрском периоде. Останки были найдены на территории Германии и Англии[2].
- Плиозавр (Pliosaurus) — типовой род семейства, крупнейшие представители этого рода в длину были более 10—13 метров.
- Лиоплевродон (Liopleurodon) — род среднеюрских плиозавридов, средние особи были длиной около 4,5 метров, самые крупные до 6—7 метров.
- Plesiopleurodon — мелкий (около 3 метров длиной) представитель семейства из среднего мела (сеноман) Северной Америки.
- Пелонеустус (Peloneustes) — мелкий плиозавр из поздней юры Англии.
- Полиптиходон (Polyptychodon) — гигантский (до 11 метров длиной) плиозавр из позднего мела (сеноман-турон) Северной Америки и Англии.
- Симолест (Simolestes) — короткомордый позднеюрский плиозавр, может принадлежать к Romaleosauridae.

Иногда в семейство включают некоторых других короткошеих плезиозавров (до 6—8 родов), в том числе кронозавра, брахаухениуса и мегалнеузавра.
Другие короткошеие плезиозавры принадлежат к другим семействам и могут иметь иное происхождение, нежели настоящие плиозавры. Так, поликотилиды (Polycotylidae) — длинномордые короткошеие плезиозавры мелового периода — являются потомками примитивных эласмозавров.
Сравнение формы и строения зубов восточно-сибирских плиозаврид из бассейна реки Хета и волжских плиозаврид показало, что плиозавриды с трёхгранными зубами и с коническими зубами сосуществовали в период со 150 до 125 млн лет назад.
Кладограмма по Benson & Druckenmiller (2014):